# Авенбург, Лев Александрович
Лев Александрович Авенбург (июль 1896 — ?) — советский государственный деятель, председатель Кара-Киргизского областного суда (1924—1925).

## Биография
В 1923 г. окончил отделение правоведения Средне-азиатского государственного университета (САГУ).
С 1918 по 1924 гг. работал в Туркестане инструктором-контролёром по ликвидации помещиков землевладельцев, в Ташкенте был политпросветработником, трудился в системе народного образования.
В 1924—1925 гг. — председатель областного суда Кара-Киргизской автономной области. 
У истоков создания Киргизской АССР. 25 февраля 1926 года - член созданной при облисполкоме "Комиссии по преобразованию" в составе заместителей председателя Облисполкома - Ю. Абдрахманова и И. Фатьянова, секретаря облсовета - К. Абрамова, председателя облсуда - Л. Авербуга, его заместителя Манкирова. Ей поручалось подготовить два документа: проекты Декларации об образовании Кыргызской АССР и Конституции республики. Однако подготовленный проект Конституции имел множество принципиальных недостатков и не был допущен к обсуждению на съезде.  
В 1925—1934 гг. — руководитель отдела гражданского советского строительства и финансов при Госплане Средней Азии. В 1934—1936 гг. — председатель Госплана Киргизской ССР.